# 二階堂正宏
二階堂 正宏（にかいどう まさひろ、1948年2月10日 - ）は、日本の漫画家。

## 略歴
宮城県栗原郡若柳町（現在の栗原市）出身。宮城県若柳高等学校（現在の宮城県迫桜高等学校）、東京デザインカレッジ漫画科卒。「東京デザインカレッジ」の「漫画科」は、大人漫画の大家である近藤日出造が設立した日本初の漫画の学校で、1コママンガ・ナンセンスマンガの正統な系譜を継いでいる。
双葉社に入社後、日本初の週刊青年漫画誌である『漫画アクション』の創刊に編集者として参画する。『アクション』で3年務めた後、担当した漫画家である石森章太郎の勧めによりプロ漫画家へと転身する。
1970年代より『スーパースター・ババ』など極めて過激かつ下品な漫画を主に手掛けたが、各誌で掲載された「兵隊もの」の連作を集めて1977年にサイレントマンガ『アイアムソルジャー』を自費出版した。その後、「二階堂正宏展」ほかにおける清新な諸作品が評価され、1978年に文藝春秋漫画賞を受賞したことでその評価が確立する。受賞の背景として、新鮮な作品を制作した新人に対する今後の期待が多分にあって、最初の評でほとんど満票を取ったとのことで、文春漫画賞の選者は講評で一様に「運が良かった」と語っている。
大人向けのナンセンス漫画が主だったが、1980年代には『無茶四』や『ゲーム小僧』などで小学生のファンも獲得した。
1990年より『小説新潮』に連載された『極楽町一丁目』で1992年に日本漫画家協会賞を受賞。2008年にはベッキーと室井滋の主演によりドラマ化された。
2023年4月時点で、日本漫画家協会参与。

## 受賞歴
- 1978年 - 第24回文藝春秋漫画賞受賞 （『二階堂正宏展』）
- 1992年 - 第21回日本漫画家協会賞受賞 （『極楽町一丁目』）

## 主な作品
- アイアムソルジャー
- スーパースター・ババ（1970年、朝日ソノラマ）
- 兵隊さん物語（1978年、サンコミックス）
  - 足軽さん物語（1981年、サンコミックス）
- 二階堂正宏集（アクションコミックス）
  1. 極楽先生（1984年）
  2. ババばっか（1984年）
  3. 人喰い（1985年）
- まんがでわかる科学万博 つくば’85 源内さんとポピーの旅（1985年、銀座光雲閣ギャラリ－(富民協会)）
- 幸福論
- 少年宮本無茶四 - 朝日小学生新聞に連載。
- 極楽町一丁目界隈（朝日ソノラマ）
  - 極楽町一丁目 行かないで（朝日ソノラマ）
  - 極楽町一丁目 嫁姑地獄篇（朝日新聞出版）
  - 新・極楽町一丁目 嫁しゅうと残酷篇（朝日新聞出版）
- 政治漫画
- サンドイッチマン
- まんが宮沢賢治物語―イーハトーヴの人
- ムーさん 全2巻（新潮社）
- のりこ（新潮社）
- 鬼平生半可帳（2006年、愛育社）
- 竜馬がイク～ッ　立志篇（2010年、SPコミックス）
- ゲーム小僧 - 日本ソフトバンク社のゲーム雑誌『Beep』で1985年3月号より連載

## 逸話
- 日本初の週刊青年漫画誌である『漫画アクション』創刊時の編集者としても漫画史に足跡を残し、『漫画アクション』の創刊時を描いた吉本浩二『ルーザーズ』にも二階堂が登場する。

- 『漫画アクション』の編集者時代は石森章太郎を長く担当し、『009ノ1』などを手掛けた。編集者時代は石森宅へスケッチブックを持参し、「石森番」をしながら漫画を描いていた逸話がある。石森とは同郷ということもあって親交が深く、石森の勧めによりプロの漫画家になった。また、二階堂の結婚式の仲人を石森が務めた。

- 『Beep』誌の1985年3月号（創刊3号）より1988年12月号にかけて白黒の読者コーナーの柱に連載されたナンセンス漫画『ゲーム小僧』は読者に非常に人気で[1]、読者が描いた『ゲーム小僧』のアイデアを募集するコンテストが何度か開催された。1988年末に『Beep』がゲーム総合誌からセガハード専門誌に衣替えする前段階として、氷水芋吉やドクトルだみおなど良くも悪くも個性が強かった既存のライター陣を一掃して外部スタッフを入れるリニューアルを行い、一緒に消えてしまった（なお、このノリは後年に『セガサターンマガジン』誌でサムシング吉松の『セガのゲームは世界いちぃ』に継承された）。

- 2006年、 榎本俊二が『モーニング』に『ムーさん』の連載を開始した後、二階堂が『小説新潮』に同名作品を連載中であることに気づいた。二階堂からの承諾は得たものの、結局榎本の作品は『ムーたち』にタイトル変更となった。

## 参照
1. ↑  『ゲーマガ』2012年5月号、p.116、ソフトバンククリエイティブ